# Stefanie Zweig
Stefanie Zweig (Leobschütz, Alta Silesia, 19 de septiembre de 1932 - Fráncfort del Meno, 25 de abril de 2014) fue una escritora judía alemana.

## Biografía
Zweig fue principalmente conocida por su novela autobiográfica Nirgendwo in Afrika (En un lugar de África, 1998), basada en los primeros años de su vida en Kenia. Esta novela fue adaptada en una película que ganó el Óscar de 2002 a la mejor película en lengua no inglesa.  
Su familia, judía, escapó de la Alemania nazi, buscando refugio en África. Pasaron, por tanto, de una vida urbana en Silesia a un kraal en Kenia en 1938, cuando contaba cinco años. En esa época, estudió en un internado de lengua inglesa. En 1941 su familia recibió una postal de su abuela que decía "estamos muy ilusionados, mañana vamos a Polonia", lo que significaba Auschwitz. Zweig volvió dos veces a Kenia desde su partida en 1947, a la edad de 15 años, para encontrar destruida la granja que habitó. 
Su adolescencia en Alemania se narra en la novela autobiográfica Irgendwo in Deutschland (En algún lugar de Alemania). Tras la Segunda Guerra Mundial, su padre ejerció como juez en la Alemania Occidental, en parte porque no hubo necesidad de "desnazificarlo".
La primera novela africana de Stefanie Zweig fue Ein Mund voll Erde (Un puñado de tierra), en 1980. Este escrito, que describe un amor pasional por un joven kĩkũyũ, ganó varios premios.
Zweig trabajó durante años como editora artística de un periódico popular de Frankfurt. Más tarde comenzó a escribir literatura infantil y de ahí pasó a las novelas. Pese a que fue muy conocida en Alemania, no lo fue tanto en otros países.

## Obras en  alemán
- Eltern sind auch Menschen, Fischer, 1978, ISBN 3-439-78103-8
- Großeltern hat jeder, Herold, 1979, ISBN 3-7767-0192-7
- In gute Hände abzugeben, Herold, 1980 3-7767-0193-5
- Ein Mundvoll Erde, Union-Verlag, 1980, ISBN 3-8139-5356-4 (Neubearbeitung: Vivian und ein Mund voll Erde, LangenMüller, 2001, ISBN 3-7844-2842-8)
- Setterhündin entlaufen … Hört auf den Namen Kathrin Herold, 1981, ISBN 3-7767-0264-8
- Die Spur des Löwen, LangenMüller, 1981, ISBN 3-414-10670-1
- Schnitzel schmecken nicht wie Schokolade, Herold 1982 ISBN 3-7767-0370-9
- Nirgendwo in Afrika, LangenMüller, 1995, ISBN 3-7844-2802-9
- Irgendwo in Deutschland, LangenMüller, 1996, ISBN 3-7844-2578-X
- Hund sucht Menschen, Lentz, 1996, ISBN 3-88010-403-4
- … doch die Träume blieben in Afrika, LangenMüller, 1998, ISBN 3-7844-2697-2
- Der Traum vom Paradies, LangenMüller, 1999, ISBN 3-7844-2741-3
- Katze fürs Leben, LangenMüller, 1999, ISBN 3-7844-2655-7
- Bum sucht eine Familie, Lentz, 1999, ISBN 3-8801-0466-2 mit Co-Autor Reinhold Prandl
- Karibu heißt willkommen, LangenMüller, 2000, ISBN 3-7844-2801-0
- Wiedersehen mit Afrika, LangenMüller, 2002, ISBN 3-7844-2894-0
- Owuors Heimkehr, Erzählungen aus Afrika, LangenMüller, 2003, ISBN 3-7844-2913-0
- Es begann damals in Afrika, LangenMüller, 2004, ISBN 3-7844-2963-7
- Und das Glück ist anderswo, LangenMüller, 2007, ISBN 3-7844-3027-9
- Nur die Liebe bleibt, LangenMüller, 2006, ISBN 3-7844-3051-1
- Das Haus in der Rothschildallee, LangenMüller, 2007, ISBN 3-7844-3103-8
- Die Kinder der Rothschildallee, LangenMüller, 2009, ISBN 3-7844-3158-5
- Heimkehr in die Rothschildallee, LangenMüller, Múnich 2010 ISBN 978-3-7844-3240-3
- Neubeginn in der Rothschildallee, LangenMüller, Múnich 2011 ISBN 978-3-7844-3268-7
- Nirgendwo war Heimat: Mein Leben auf zwei Kontinenten, LangenMüller, Múnich 2012 ISBN 978-3-7844-3310-3